# 트윙클 스타 스프라이츠
트윙클 스타 스프라이츠(Twinkle Star Sprites, ティンクルスタースプライツ 팅크루 스타 스프라이츠[*])는 ADK가 발매한 슈팅 게임이다. 일본서 1996년 11월 25일 아케이드로 처음 출시됐으며, ADK가 네오지오 기판으로 제작한 마지막 게임이었다. 대전형 퍼즐 게임과 슈팅을 혼합해 게임 상의 정해진 구간에서 적들을 물리치면 발생하는 공격용 탄으로 상대방을 견제하고 피해를 입히는 게임플레이를 갖췄다.

## 같이 보기
- 트윙클 스타 스프라이츠 ~La Petite Princesse~